# Ajaccio (Weinbaugebiet)

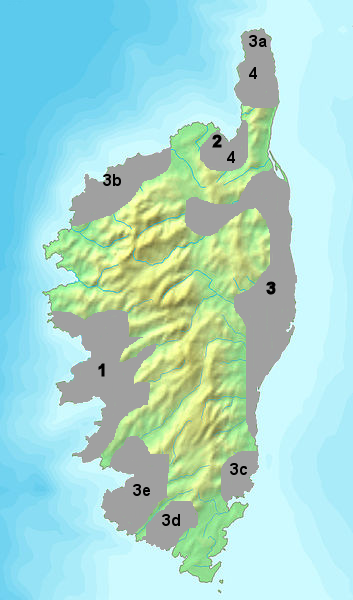
Appellationen auf Korsika, 1 = Ajaccio

Das Weinbaugebiet Ajaccio ist eine nach dem gleichnamigen Ort benannte Appellation im Westen der Insel Korsika. Seit dem 3. April 1984 verfügt das Gebiet über den Status einer Appellation d’Origine Contrôlée (kurz AOC). Vor diesem Datum wurden die Weine unter den Namen Vin de Cores – Ajaccio oder Vin de Corse – Coteaux d’Ajaccio vermarktet. Zugelassenen Rebflächen verteilen sich auf die 36 Gemeinden Afa, Ajaccio, Alata, Albitreccia, Ambiegna, Appietto, Arbori, Arro, Bastelicaccia, Calcatoggio, Cannelle, Carbuccia, Cargèse, Casaglione, Casalabriva, Cauro, Coggia, Cognocoli-Monticchi, Coti-Chiavari, Cuttoli-Corticchiato, Eccica-Suarella, Grosseto-Prugna, Ocana, Peri, Piana, Pietrosella, Pila-Canale, Sant’Andréa-d’Orcino, Sarrola-Carcopino, Serra-di-Ferro, Tavaco, Valle-di-Mezzana, Vero, Vico und Villanova. Auf einer Rebfläche von ca. 220 Hektar (Stand 2002) werden ca. 7.000 hl Wein geerntet. Der Löwenanteil davon entfällt auf Rot- und Roséweine; nur 900 hl entfallen auf Weißwein.
Das Klima in Kombination mit den kargen Böden und der Hanglage der Rebflächen lässt nur einen stark eingeschränkten Ertrag zu und sichert somit eine gute Qualität des Beerenmaterials. Das langjährige Mittel liegt bei einem Ertrag von sehr niedrigen 34,50 hl/ha.

## Geographie
Das Anbaugebiet erstreckt sich in Hanglagen halbkreisförmig um den Golf von Ajaccio und den Golf von Sagone. Der Weinbau konzentriert sich im Wesentlichen innerhalb der vier Flusstäler von Liamone, Gravona, Prunelli und Tavaro. Die Weinlagen sind dabei nicht höher als 380 m ü. NN gelegen. Trotz seiner Ausdehnung von ca. 60 km Länge überwiegt ein mit verwittertem Granit durchzogener Lehmboden auf einem Granitsockel.

## Klima
Das westlich gelegene Gebiet liegt durch die verwinkelten Tallagen in Bezug auf die häufig wehenden, zum Teil heftigen Winde meist sehr geschützt. In Zeiten feuchter Witterung (im Frühjahr und im Spätherbst) besteht bei heftigen Regenfällen jederzeit die Gefahr erheblicher Bodenerosion. Die Erosion ist im Wesentlichen schuld, dass in den niedrigen Tallagen die Böden tiefer und damit fruchtbarer sind. Während der Nacht sinkt außerdem kältere Luft von den bis zu 1000 m hohen Bergen östlich der Appellation und sorgt so für ein ausgeglichenes Weinbauklima mit einer leicht verzögerten Wachstumsperiode.

## Weine
- Die Rotweine bestehen mindestens 60 % aus den Hauptrebsorten Barbarossa, Sangiovese, der jedoch auf Korsika Niellucio genannt wird, Sciaccarello (sein Anteil beträgt mindestens 40 %) und/oder der weißen Sorte Vermentino. Die verbleibenden max. 40 % teilen sich die Nebensorten Carignan (max. 15 %), Cinsault und Grenache. Der Most muss vor der Vergärung über mindestens 189 g/l Zucker verfügen. Der trockene Rotwein hat dabei einen Alkoholgehalt von mindestens 12 Vol.-%.
- Der Roséwein wird aus den gleichen Rebsorten wie der Rotwein gewonnen. Hier muss der Most vor der Vergärung über mindestens 170 g/l Zucker verfügen. Der trockene Roséwein hat dabei einen Alkoholgehalt von mindestens 11,5 Vol.-%.
- Der Weißwein wird mehrheitlich aus der Rebsorte Vermentino gewonnen, die lokal Vermentinu oder auch Malvoisie de Corse genannt wird. Zu maximal 20 % darf dem Wein die Rebsorte Ugni Blanc beigefügt werden. Der Most muss vor der Vergärung über mindestens 170 g/l Zucker verfügen. Der trockene Roséwein hat dabei einen Alkoholgehalt von mindestens 11,5 Vol.-%.

Der Weißwein kann circa zwei bis drei Jahre gelagert werden, gewinnt aber durch die Lagerung nicht. Er sollte bei einer Trinktemperatur von 8–10 °C genossen werden. Gleiches gilt für den Rosé.
Der Rotwein sollte hingegen drei bis sieben Jahre gelagert werden. Die Trinktemperatur liegt bei 15–16 °C.
Die generelle Erntebeschränkung liegt bei max. 45 hl/ha. Eine jahrgangsbedingte Anpassung ist nicht vorgesehen.